# Order Olgi
Order Olgi (niem. Olga-Orden) – jednoklasowy order kobiecy Królestwa Wirtembergii, ustanowiony w 1871 przez króla Karola I na cześć jego żony Olgi Romanowej. Przyznawany był niezależnie od płci za wybitne zasługi w dziedzinie wolontariatu. W 1919 zniesiony jako odznaczenie państwowe i odtąd order domowy dynastii Wirtembergów (jeden z dwóch obok Orderu Korony Wirtemberskiej).
Wielkim mistrzem był każdorazowo obecny król, a od 1919 – pretendent do tronu Wirtembergii:
- 1864-1891 – Karol Wirtemberski
- 1891-1939 – Wilhelm II Wirtemberski
- 1939-1975 – Filip II Wirtemberski
- od 1975 – Karol Maria Wirtemberski

## Odznaczeni
1871
- Olga, królowa Wirtembergii
- Fryderyk, książę Wirtembergii
- Maria, księżniczka Wirtembergii
- Wiera, księżna Wirtembergii
- Helena, księżna Wirtembergii
- Matylda, księżna Wirtembergii
- Florestyna, księżna Urach
- Augusta, cesarzowa Niemiec
- Maria, królowa matka Bawarii
- Zofia, królowa Holandii
- Ludwika, wielka księżna Badenii
- Fryderyk, książę koronny Prus
- Wilhelm, książę Badenii
- Augusta, księżna Saksonii-Weimaru-Eisenachu
- Herman, książę Saksonii-Weimaru-Eisenachu
- Paulina, księżna Saksonii

1872
- Karol, książę Prus

1873
- Maria, księżna Hesji-Philippsthal

1879
- Aleksandra, wielka księżna Rosji
- Eugenia, księżna Oldenburga

1880
- Elżbieta, królowa Rumunii

1889
- Augusta Wiktoria, cesarzowa Niemiec

1892
- Karolina, królowa Saksonii

1895
- Wilhelm, książę Schaumburg-Lippe